# La Familia (catch)
Pour les articles homonymes, voir Familia et La Familia.
Palmarès
WWE World Heavyweight Championship (4 fois) – Edge
ECW World Heavyweight Championship (1 fois) – Chavo 
WWE Championship (2 fois) – Edge 
WWE Tag Team Championship (1 fois) – Curt Hawkins et Zack Ryder 
Miss WrestleMania XXVII (1 fois) – Vicki
La Familia était un clan de catcheurs heels de la World Wrestling Entertainment commandé par Vickie Guerrero, veuve du catcheur Eddie Guerrero décédé en 2005. Ce clan comporte plusieurs membres : Chavo Guerrero, Edge, le duo Curt Hawkins et Zack Ryder et Bam Neely.
Durant la formation de La Familia, les membres du groupe ont gagné au moins un titre en affrontant des superstars telles que : Jeff Hardy, Santino Marella, CM Punk, Kane, The Undertaker, Cherry, Ric Flair, Shawn Michaels, Triple H et Rey Mysterio, parmi d'autres. L'équipe s'est également alliée à Armando Estrada et William Regal, lorsqu'ils étaient respectivement General Manager de la ECW et de RAW, ainsi que d'autres catcheurs tels que Alicia Fox, Umaga, Vladimir Kozlov, The Great Khali et The Big Show. La Familia était responsable d'un bon nombre d'embuscades et de nombreuses blessures faites à Kofi Kingston, parmi de nombreux autres superstars, et a failli mettre un terme à la carrière de The Undertaker.

## Historique

### Début (2007)
L'histoire de la Familia commence en novembre 2007 lors des Survivor Series où Batista défendait son titre contre The Undertaker dans un Hell in a Cell match. Edge effectuait son retour après plusieurs mois d'absence à la suite d'une blessure. Teddy Long annonçait un match de championnat pour ce dernier à Armageddon 2007 dans un Triple Threat match sans disqualification entre lui, Batista et l'Undertaker pour le titre de champion du monde poids lourd. Edge remportera le match et le titre.

### Domination (2008)

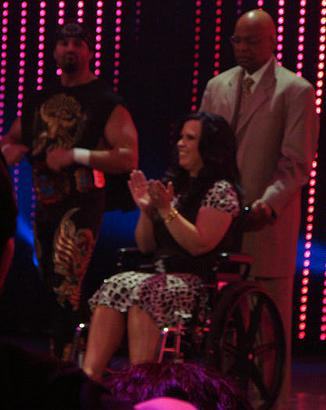
Vickie Guerrero passe la plupart de son temps dans sa chaise roulante. Elle est aperçue poussée par Teddy Long et accompagnée par son neveu, Chavo Guerrero.

Edge est champion du monde en poids lourds et Chavo champion de la ECW. Lors du Royal Rumble 2008 Edge affronte Rey Mysterio et conserve son titre.
Peu de temps avant No Way Out 2008, Edge demande Vickie Guerrero en mariage qui accepte. Rey Mysterio arrive alors et voulant faire son West Coast Pop, Rey Mysterio le fait sur Vickie. Edge bat ensuite Rey Mysterio à No Way Out.
La Familia va ensuite connaître une rivalité avec The Undertaker. Ce dernier a obtenu son ticket pour WrestleMania XXIV et reçoit des matchs lors des shows de SmackDown plus difficiles que ceux d'Edge. Mais à WrestleMania XXIV, Edge perd son titre face à lui par soumission.
À Backlash 2008, Chavo perd contre Kane pour le titre du ECW Championship et Edge abandonne face à l'Undertaker pour le World Heavyweight champion et part sous civière.
Le 16 mai 2008 à  SmackDown, Vickie annonce une bataille royale à 6 hommes remportée par Edge qui devient le challenger numéro un pour Judgment Day 2008 face à l'Undertaker pour le titre vacant de World Heavyweight Champion. 
À Judgment Day, The Undertaker gagne face à Edge par décompte à l'extérieur mais la general manager de SmackDown annonce que la ceinture doit être gagnée par tombé ou soumission, le titre reste donc vacant.
À One Night Stand 2008, Edge remporte le TLC match face à lui ainsi que le titre grâce à l'intervention de la Familia. La stipulation du match précisait que si l'Undertaker, perdait, il devait quitter la WWE ; cette défaite met donc fin à sa carrière (kayfabe).
Le 30 juin 2008, Edge, qui venait d'être attaqué par Batista, perd face à CM Punk qui vient encaisser sa mallette remportée au Money In The Bank Ladder Match de WrestleMania XXIV pour gagner le World Heavyweight Championship, qui par la même occasion fait revenir le titre à RAW.

### Rivalité entre les membres (2008-2009)
Lors du Great American Bash 2008, Edge perd face à Triple H pour le Championnat de la WWE et blesse Vickie. La semaine suivante à SmackDown, il vient lui présenter des excuses publiques et elle annonce le retour de l'Undertaker et un Hell in a Cell match entre les deux hommes à SummerSlam 2008. Les relations entre Edge et Vickie se détériorent les semaines suivantes et à SummerSlam Edge perd.
Edge revient lors des Survivor Series 2008 après avoir remplacé à la dernière minute Jeff Hardy agressé à son hôtel (kayfabe). Edge remporte le match malgré l'intervention de Jeff Hardy et remporte le WWE Championship pour la 3e fois.
Lors du SmackDown du 28 novembre, Jeff Hardy remporte le Beat The Clock Challenge pour désigner l'adversaire d'Edge à Armageddon 2008. Lors du pay-per-view, Edge perd le Triple Threat match et le titre.
Vickie organise alors un match sans disqualification au Royal Rumble 2009 entre Jeff Hardy et son mari, suspecté d'être responsable de l'accident de voiture et de l'incident pyrotechnique dont Hardy a été victime. Edge gagne grâce à Matt Hardy qui donne un coup de chaise à Jeff.
Vickie organise ensuite des matchs de qualification pour l'Elimination Chamber de la division SmackDown à No Way Out 2009. The Undertaker, Big Show, Triple H, Vladimir Kozlov et Jeff Hardy se qualifient.
Lors de l'évènement, Edge est éliminé par Jeff Hardy. Mais à l'Elimination Chamber match de RAW, Edge agresse Kofi Kingston pendant son entrée, remporte le match et ramène le titre World Heavyweight Championship à SmackDown. Il est le premier à participer à deux Elimination Chambers Match en une soirée et il détient le record du temps minimum entre deux ceintures de champion du monde.
Après qu'Edge a conservé sa ceinture face à John Cena, Vickie annonce que le prochain challenger pour le titre à Wrestlemania XXV est le Big Show. Mais John Cena s'interpose et finit par obtenir un match pour le titre. Lors du RAW du 9 mars, il montre une vidéo où Big Show et Vickie s'embrassent.
Lors du RAW du 20 mars, Vickie propose un Triple Threat match (John Cena-Edge-Big Show) à WrestleMania XXVoù le vainqueur remportera son cœur et le titre. Une bagarre éclate entre les trois hommes et Edge blesse accidentellement Vickie (kayfabe). Lors du WrestleMania 25, John Cena gagne le titre de champion du monde poids-lourds ce qui fait revenir le titre à RAW.
Au Draft de 2009, Vickie Guerrero devient la nouvelle general manager de RAW, le Big Show et Chavo Guerrero Jr. sont draftés à RAW laissant Edge à SmackDown. C'est la fin de l'alliance avec Edge.

### Séparation (2009)
Le 19 mai 2009 à RAW, Vickie Guerrero gagne le titre de Miss WrestleMania contre Santina Marella avec l'aide de William Regal et de Chavo Guerrero.
Le 25 mai Chavo Guerrero et Beth Phoenix perdent un match face à Santino Marella et Mickie James. Le gagnant de ce match choisit la stipulation du match entre Vickie et Santina Marella à Extreme Rules 2009. Santino choisit un Hog Pen match, Vickie Guerrero perd le titre.
À la suite de son humiliation au Hog Pen match, Vickie Guerrero quitte ses fonctions de general manager de RAW et Edge demande le divorce, ce qui met officiellement fin à La Familia.

## Membres du clan
| Membres         | Arrivée          | Départ          | Notes                                           |
| --------------- | ---------------- | --------------- | ----------------------------------------------- |
| Edge            | 18 novembre 2007 | 8 juin 2009     | Leader du groupe.                               |
| Vickie Guerrero | 18 novembre 2007 | 8 juin 2009     | co-Leader du groupe et GM de SD et puis de RAW. |
| Chavo Guerrero  | 18 novembre 2007 | 15 avril 2009   | Neveu de Vickie Guerrero.                       |
| Curt Hawkins    | 18 novembre 2007 | 20 juillet 2008 | Gardes du corps d'Edge.                         |
| Zack Ryder      | 18 novembre 2007 | 20 juillet 2008 | Gardes du corps d'Edge.                         |
| Bam Neely       | 26 juillet 2008  | 9 janvier 2009  | Garde du corps de Chavo Guerrero.               |

## Palmarès
- World Wrestling Entertainment
  - ECW Championship (1 fois par Chavo Guerrero)[2]
  - Miss WrestleMania (1 fois Vickie Guerrero)[22]
  - World Heavyweight Championship (4 fois par Edge)[24]
  - WWE Championship (2 fois par Edge)[25]
  - WWE Tag Team Championship (1 fois par Curt Hawkins et Zack Ryder)[26]